# Nette demi-deuil
Netta peposaca
Espèce
Statut de conservation UICN

 LC  : Préoccupation mineure
La Nette demi-deuil ou Canard peposaca (Netta peposaca) est une espèce d'oiseau palmipède appartenant à la famille des Anatidae.

## Description
Cet oiseau mesure environ 56 cm de longueur pour une masse de 1 000 à 1 200 g.

## Répartition
Son aire s'étend approximativement sur la moitié sud de l'Amérique du Sud.

## Référence
- (fr) Oiseaux.net : Netta peposaca (+ répartition)
- (en) Congrès ornithologique international : Netta peposaca dans l'ordre Anseriformes (consulté le 27 mai 2015)
- (fr + en)  Avibase : Netta peposaca (+ répartition) (consulté le 30 juin 2015)
- (en) Zoonomen Nomenclature Resource (Alan P. Peterson) : Netta peposaca  dans Anseriformes
- (en) Tree of Life Web Project : Netta peposaca
- (en) Catalogue of Life : Netta peposaca (Vieillot, 1816) (consulté le 16 décembre 2020)
- (fr + en) ITIS : Netta peposaca  (Vieillot, 1816)
- (en) Animal Diversity Web : Netta peposaca
- (en) UICN : espèce Netta peposaca (Vieillot, 1816) (consulté le 30 juin 2015)
- (fr) eBird : Netta peposaca